# Quartier du château
Le quartier du château ou Borg Vielh en béarnais est un quartier du centre-ville de Pau, dans le département français des Pyrénées-Atlantiques, en région Nouvelle-Aquitaine.
Il est le quartier le plus ancien de la ville, prenant place aux abords du château de Pau et du parlement de Navarre.
Véritable cœur médiéval, c'est également un quartier touristique, porté par les 100 000 visiteurs annuels du château, et accueillant de nombreux bars, restaurants et magasins d'antiquités, qui en font l'un des poumons économiques de la ville.
Le quartier est entièrement piétonnier.

## Situation
Ce site remarquable en surplomb de l’un des rares gués franchissables du gave de Pau, au carrefour d’importantes voies de circulation, entre le chemin des bergers de la vallée d’Ossau et le Cami Salié, la voie de transport du sel de Salies-de-Béarn permet de contrôler le franchissement des Pyrénées et les routes commerciales entre l'Atlantique et la Méditerranée et prédispose ce quartier à un avenir radieux.
Il est situé sur un éperon rocheux, d'une altitude de 220 mètres, à la confluence du gave de Pau et de l'ancien ruisseau du Hédas, sur un site défensif naturel dominant ces derniers, à l’endroit précis où celui-ci se divise en deux bras et forme une île qui en favorise le franchissement.
En raison de la topographie particulière du site qui en fait un site défensif naturel, l'urbanisation et le développement de la ville vers l’Est est fortement contraint.
Ainsi le quartier présente un enchevêtrement de rues et de ponts.
Les maisons à étages sont construites en pierre d'Arudy et avec des galets provenant du gave. Le quartier accueille également de nombreuses maisons à colombages.
Le quartier du château est délimité au nord, par le Hédas et la place Gramont, au sud, par le quartier de la Monnaie, à l'ouest par le château de Pau et son parc et à l'est, par le centre de la ville moderne, avec l'ancien hôtel de Gassion et le boulevard des Pyrénées menant au parc Beaumont ou à la gare de Pau, grâce au Funiculaire de Pau.

## Histoire
Pau est la quatrième capitale que compte le Béarn, après Beneharnum, Orthez et Morlaàs.
Pau est donc une ville de création relativement récente, même si la présence de la ville gallo-romaine de Beneharnum (Lescar) et la villa du Pont d'Oly à Jurançon laisse supposer que ce site, grâce à son gué sur le gave de Pau, réputé difficile à franchir, a été occupé de manière continue depuis l'antiquité.
Pau est un castelnau (gascon) ou castètnau (béarnais), village se développant à l’abri d’une forteresse construite antérieurement au début du XIIe siècle par les vicomtes de Béarn. Ce château neuf (castelnau) est alors, ceint d’un ensemble palissadé appelé paü (« pieu » en béarnais). Le quartier prend son essor lorsque Gaston Fébus établi sa capitale à Pau.
En 1408, Archambaud de Grailly fait bâtir une muraille surmontée d’un chemin de ronde, qui barre l’éperon constitué par la confluence du gave et du Hédas.
Le borg major, devient le borg vielh et la capitale béarnaise prend alors son essor.
Au XIVe siècle, la future capitale béarnaise n'est composée que de quatre rues et de 128 foyers.
L'accès au Borg Vielh se faisait par deux portes percées dans le mur d'enceinte, la porte du Moulin (toujours existante) en contrebas côté gave et la porte deu Miey (du milieu en béarnais), détruite en 1793, et partie intégrante du tissu urbain depuis 1468.
L'emplacement de la porte deu Miey correspond à l'intersection des actuelles rues du Maréchal-Joffre, rue Bordenave-d'Abère et rue Gassion. Elle est appelée Porte du Basque jusqu'à la seconde moitié du XVe siècle, puis elle prend le nom de porte de l'Horloge à partir de 1552 car un cadran y est ajouté.
Le bourg nau (bourg neuf ou borguet) ne se développe ensuite réellement qu'au début du XVe siècle, lorsque le mur d'enceinte est déplacé plus à l'est, avec la création de la porte d'Arribère au niveau de l'actuelle Place Reine-Marguerite en 1590 afin d'accueillir les premières halles de la ville.
Au XVIe siècle, Louis XIII, après l'annexion militaire de Béarn en 1620, y installe le Parlement de Navarre, en hommage à son père, le roi Henri IV qui avait unifié les couronnes de Navarre et de France.
La famille royale de Béarn et de Navarre s’y installe, faisant venir des rives de la Loire ouvriers et artisans qui remanient les façades dans le plus pur style Renaissance.
En 1567, Henri d'Albret, épouse la sœur de François Ier, Marguerite de Navarre. Cell-ci est une protectrice des artistes et des intellectuels et, autrice du célèbre conte L'Heptameron, qui a contribué à transformer la ville en un centre des arts et de pensée non-conformiste.
Le Pont Royal sur le gave est achevé en 1773 et permet à la route royale reliant Bordeaux à l’Espagne de franchir la rivière de manière aisée. Toutefois, la construction de la rue Marca, permettant une entrée au sud de la ville dans le prolongement du Pont Royal, prévue dès l’origine du projet par Louis Pollart ne sera réalisée qu’en 1792. L'ouverture de cette rue dévie la circulation des anciennes voies d’accès de la Bie Cabe (cote du Moulin) et de la rue des Ponts.

Avant cette date la circulation empruntait exclusivement le Borg Vielh, et avait été facilité par la démolition des vieilles porte deu Miey en 1713 et de la Porte Neuve en 1750, située à l'emplacement de l'actuel.

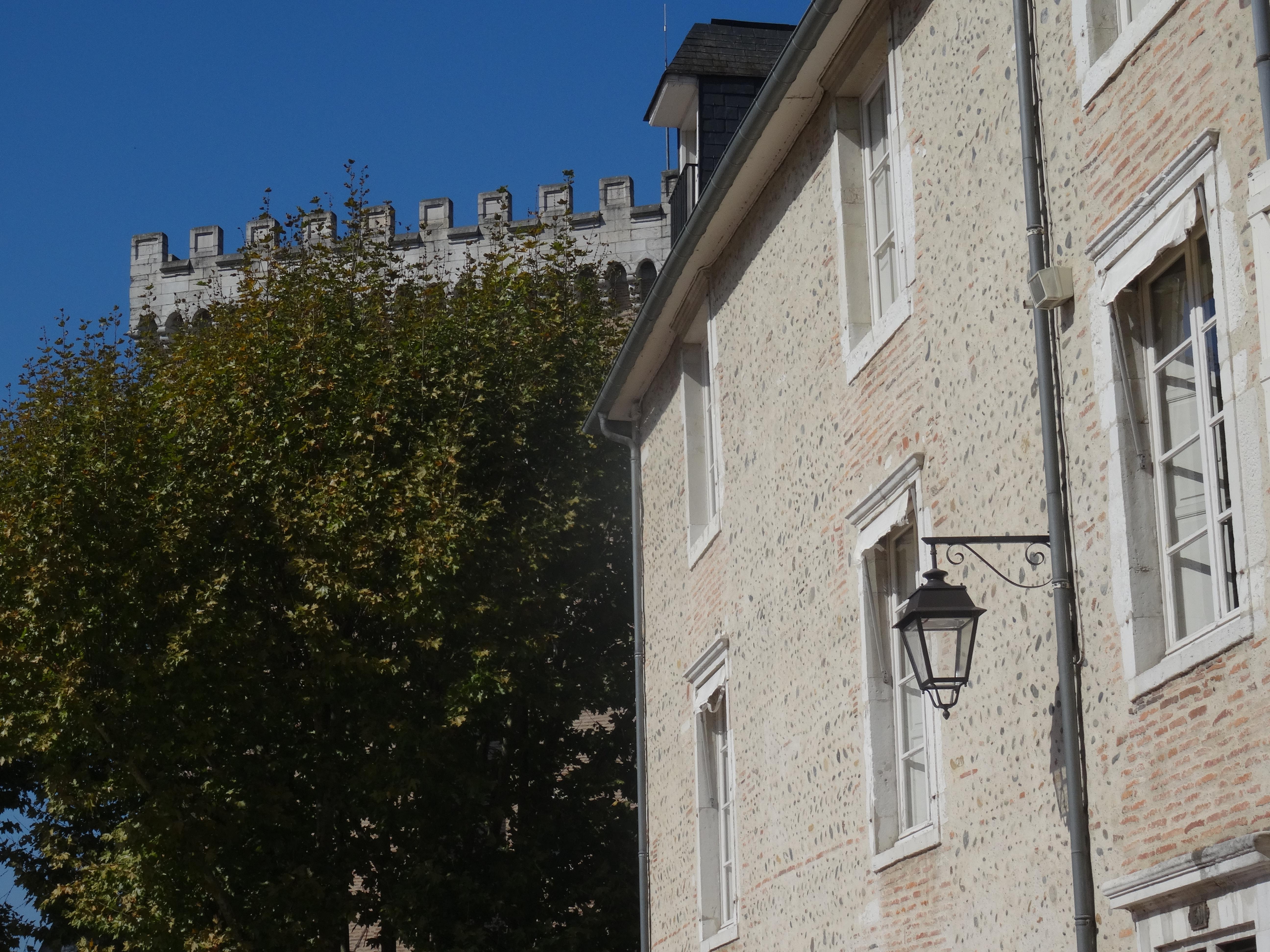
Borg Vielh, Pau
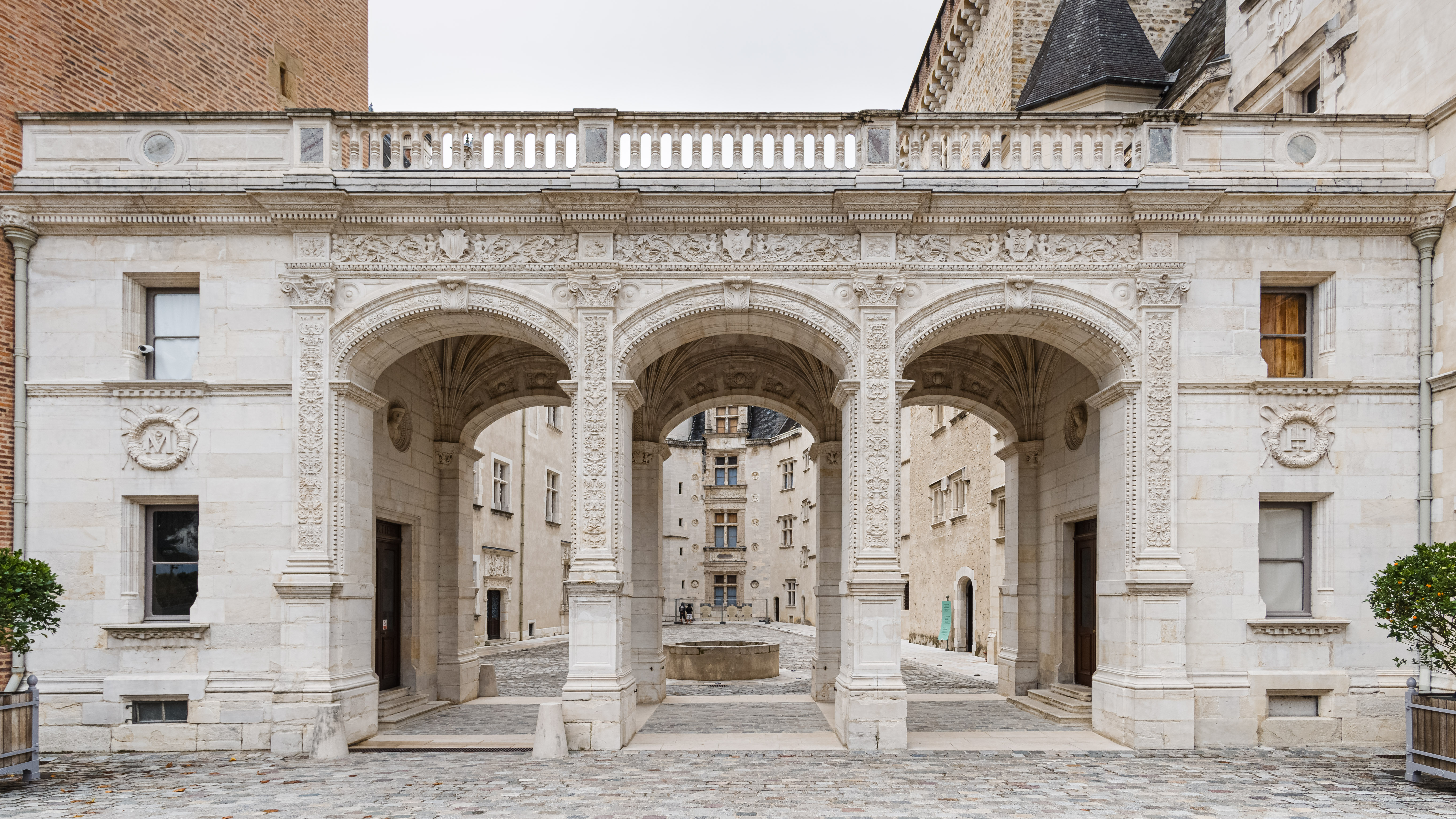
Entrée du Château de Pau depuis le Borg Vielh
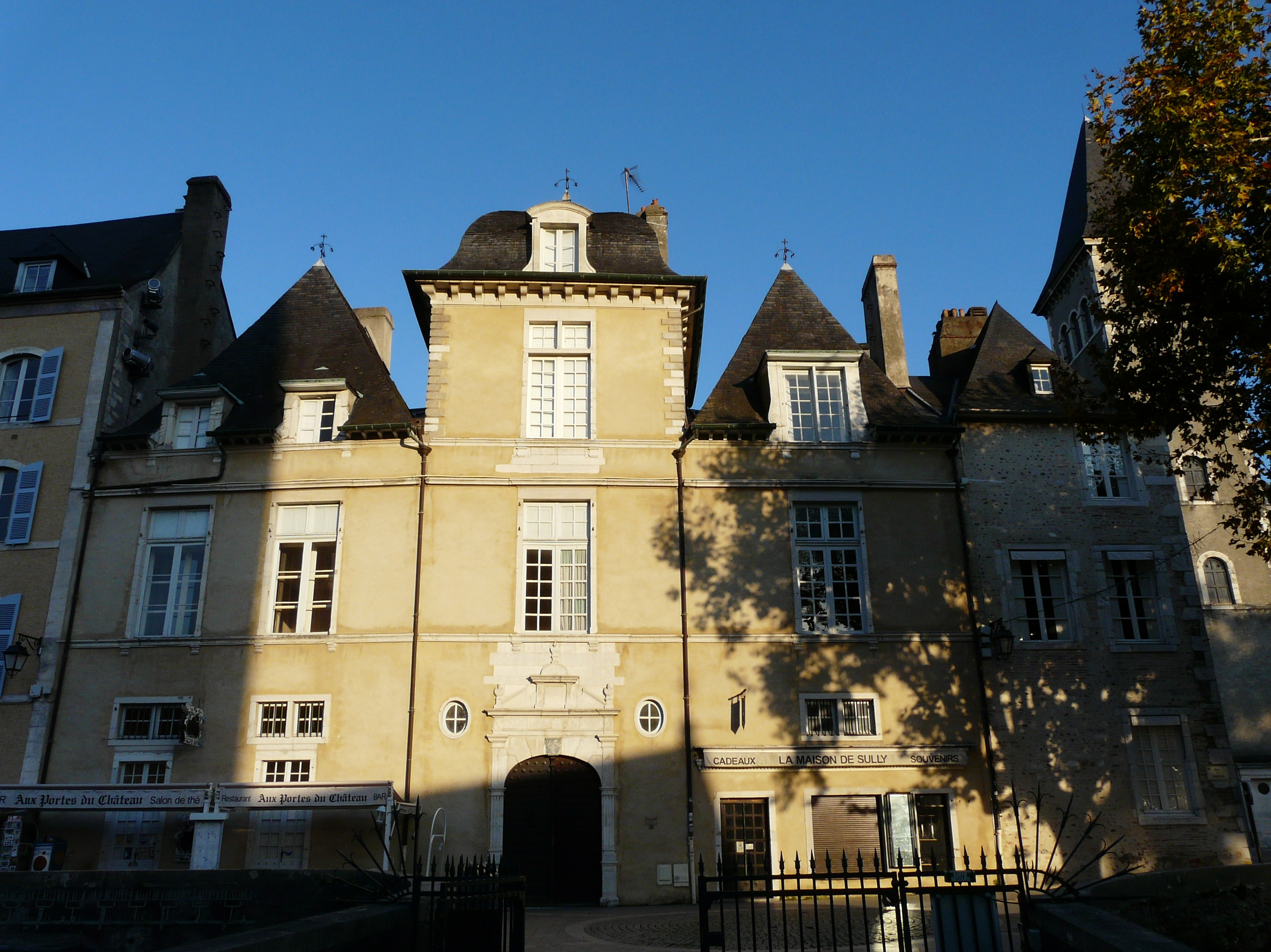
Hôtel de Peyré, faisant face au château.
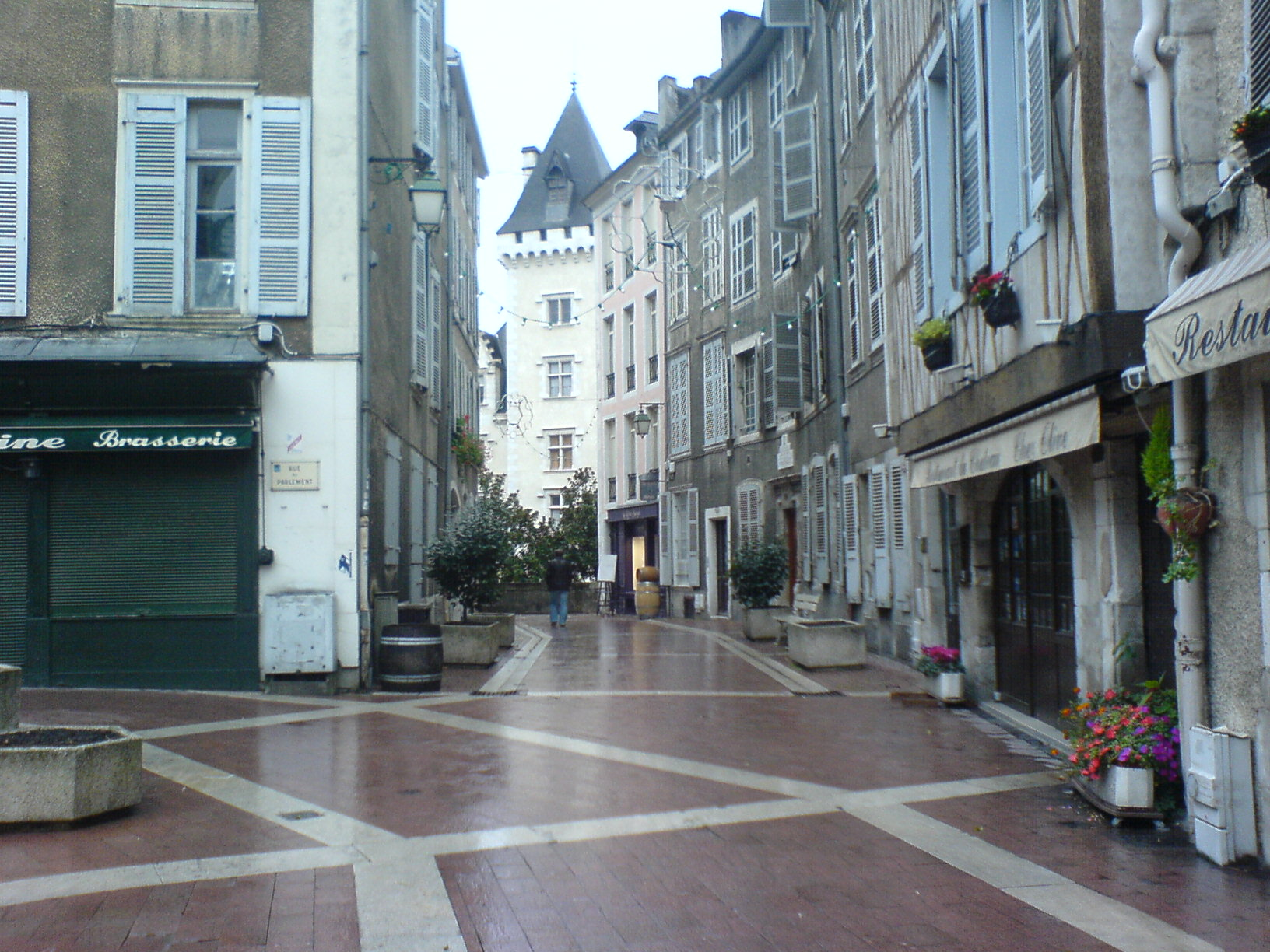
Borg Vielh sous la pluie
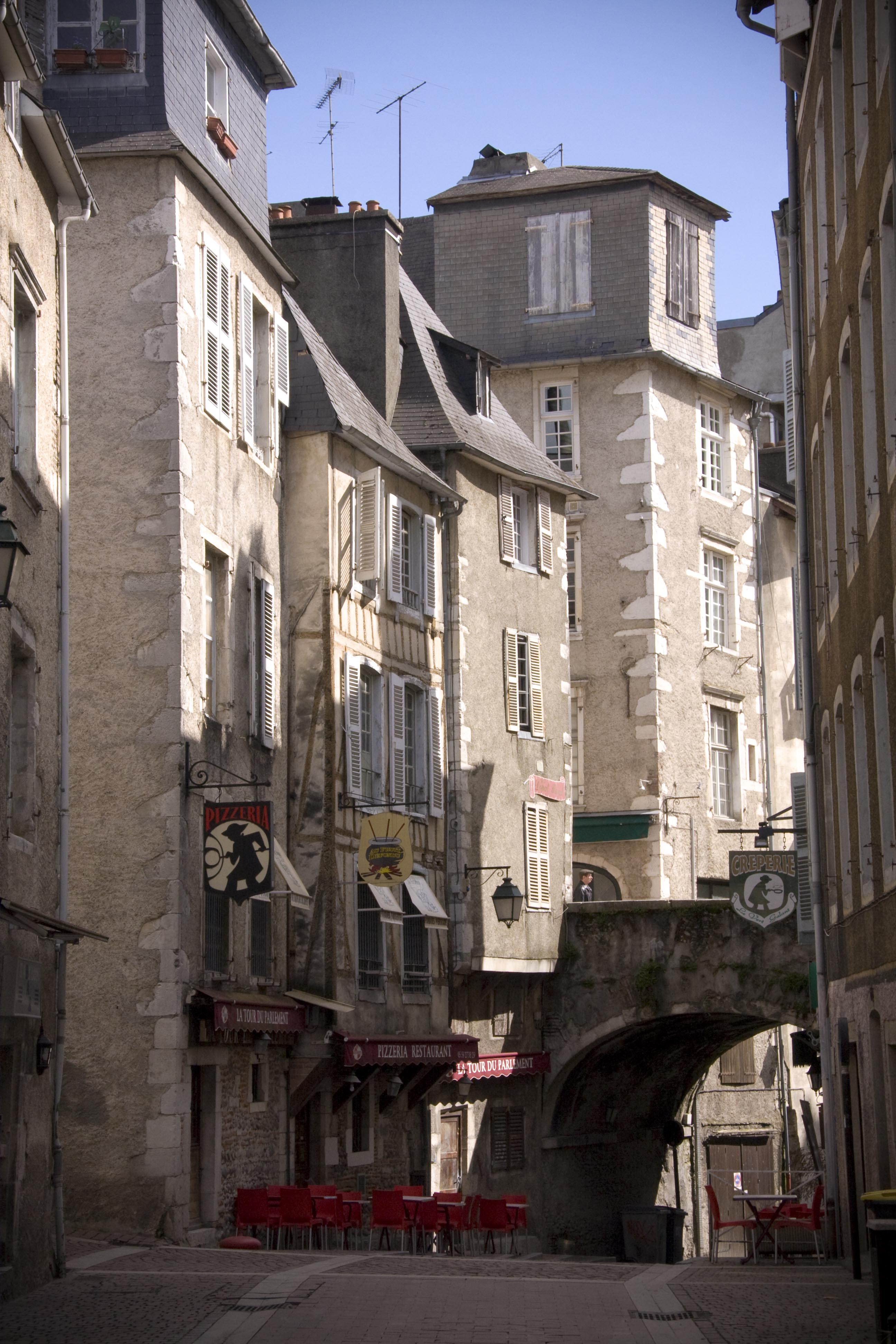
La carrèra deu Molin, une des rues les plus anciennes de Pau (rue du Moulin)

## Culture et patrimoine

### Monuments
- Château de Pau
- Parlement de Navarre
- Hôtel de Peyre: parmi les plus anciens bâtiments de la ville de Pau, il est édifié par la noble famille de Peyre.

### Rues pittoresques

#### Rue du Château
Cette rue a longtemps porté le nom de rue Longue. L'Hôtel de Peyre est situé au numéro de 2 de cette rue. La famille de Peyre aurait inspiré Alexandre Dumas pour la rédaction de son roman Les Trois Mousquetaires. Le maréchal de Gassion y a vu le jour le 9 août 1609 au numéro 5. Enfin, le no 13 a été la résidence du peintre Alfred Godchaux au XIXe siècle.

#### Rue du Moulin
C'est l'une des rues les plus anciennes du quartier. Connue par le passé sous le nom de Côte du Moulin ou Bie Cabe (voie creuse en béarnais), cette voie de traversée de la ville empruntait le fossé oriental du château et permettait de connecter la ville haute au Camp Batalher et à l'ancien Moulin (Quartier de la Monnaie (Pau)). La rue du Moulin a longtemps été l'entrée Sud de la ville de Pau.
L'entrée de la rue était délimité par la Porte du Moulin.
Au XXIe siècle, la rue passe sous le boulevard des Pyrénées et la rue Henri-IV. En 2014, un projet de requalification de la rue du Moulin est lancé par la ville de Pau, afin de « redonner à l'entrée de la ville une image positive. ». À partir de 2021, l'accès à la rue sera piéton.

#### Rue du Maréchal-Joffre
L'ancienne rue de Morlaàs ou rue de la Poundge (colline en béarnais), reliant le château au Borget (bourg neuf) et au couvent de Notre-Dame (actuelle place Clemenceau), a constitué l'axe d'urbanisation vers l'est.

#### Rue du Parlement
Simplement appelée la Rue, cette artère conduisait du château à l’ancienne église Saint-Martin et à son cimetière, situé au niveau de l'actuel Parlement de Navarre.

#### Rue Sully
L'ancienne rue de Castegmedo ou Castet Megnou, s’achevait en cul-de-sac sur une poterne, le Portalet, qui ouvrait sur une fontaine.

#### Rue Bordenave-d'Abère
Cette rue est en réalité un pont, construit en 1786 appelé à l'époque Pont-Neuf.